# Subtropiska stormen Andrea
Den subtropiska stormen Andrea var den första namngivna stormen och den första stormen i den Atlantiska orkansäsongen 2007. Den utvecklades ur ett ursprungligen icke-tropiskt lågtryck den 9 maj ungefär 240 kilometer nordöst om Daytona Beach, Florida, tre veckor innan säsongens start. Efter att ha stött på torr luft och ökade vertikalgående luftströmmar, försvagades Andrea till en subtropisk depression den 10 maj, medan den nästan stod helt still. Stormen orsakade små skador längs kustlinjen mellan Florida och North Carolina. Sex personer drunknade till följd av stormen.

## Stormhistoria

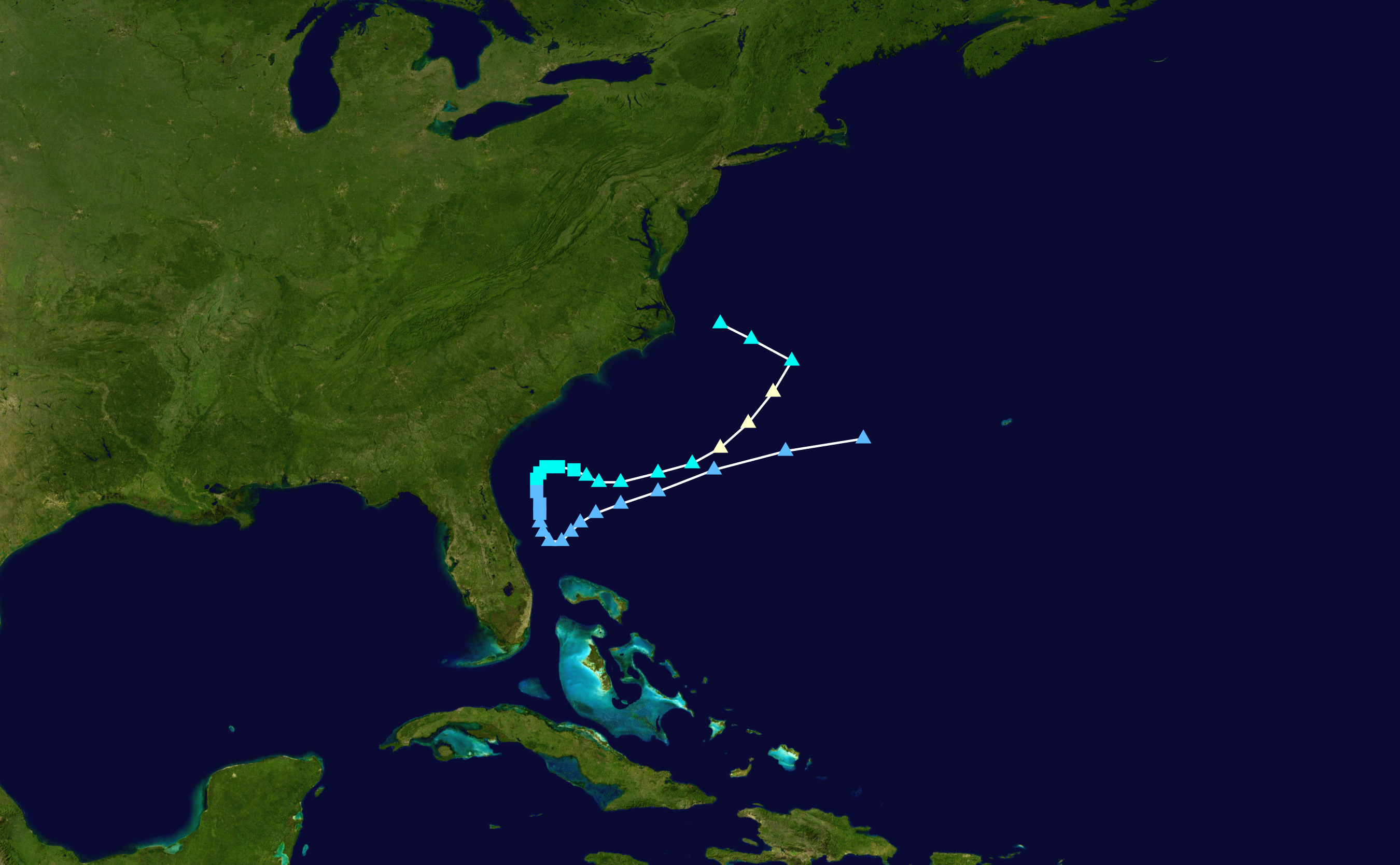
Andreas bana

Andrea bildades ur ett större lågtryck som hade bildats tidigt i maj. Andrea utvecklades snabbt till extratropisk cyklon och drog åt sydöst. Den fick namnet Andrea den 9 maj efter att man kunnat hitta små spår av egenskaper hos en subtropisk storm. Stormen hade då vindhastigheter på upp till 70 km/h. Andrea misslyckades i att växa sig större, eftersom systemet blev allt mer oorganiserat och att den stötte på kallare vatten och den 10 maj hade den minskat till en subtropisk depression. Fast på morgonen den 11 maj blossade konvektion vid mitt. vilket tydde på att den kunde få tropiska egenskaper igen, vilket den inte fick. Andrea försvann slutligen den 14 maj i ett lågtryck.

## Skador
Andrea föranledde hårt väder längs kustlinjen från Florida till North Carolina, vilket orsakade stranderosion och mindre skador. En surfare drunknade i Florida på grund av väderleken. Sammanlagt har fem personer dött under Andreas extratropiska fas.  Det har rapporterats att hårda vindar från Andrea ska ha försett en skogsbrand i norra Florida och södra Georgia med bränsle. Man har menat att Andrea ska ha fungerat likt en skorsten för branden och göra den ohanterlig för brandmännen. Starka vindar från stormen spred rök från en lokala skogsbränder genom städerna Tampa Bay och Miami.